# Szövés

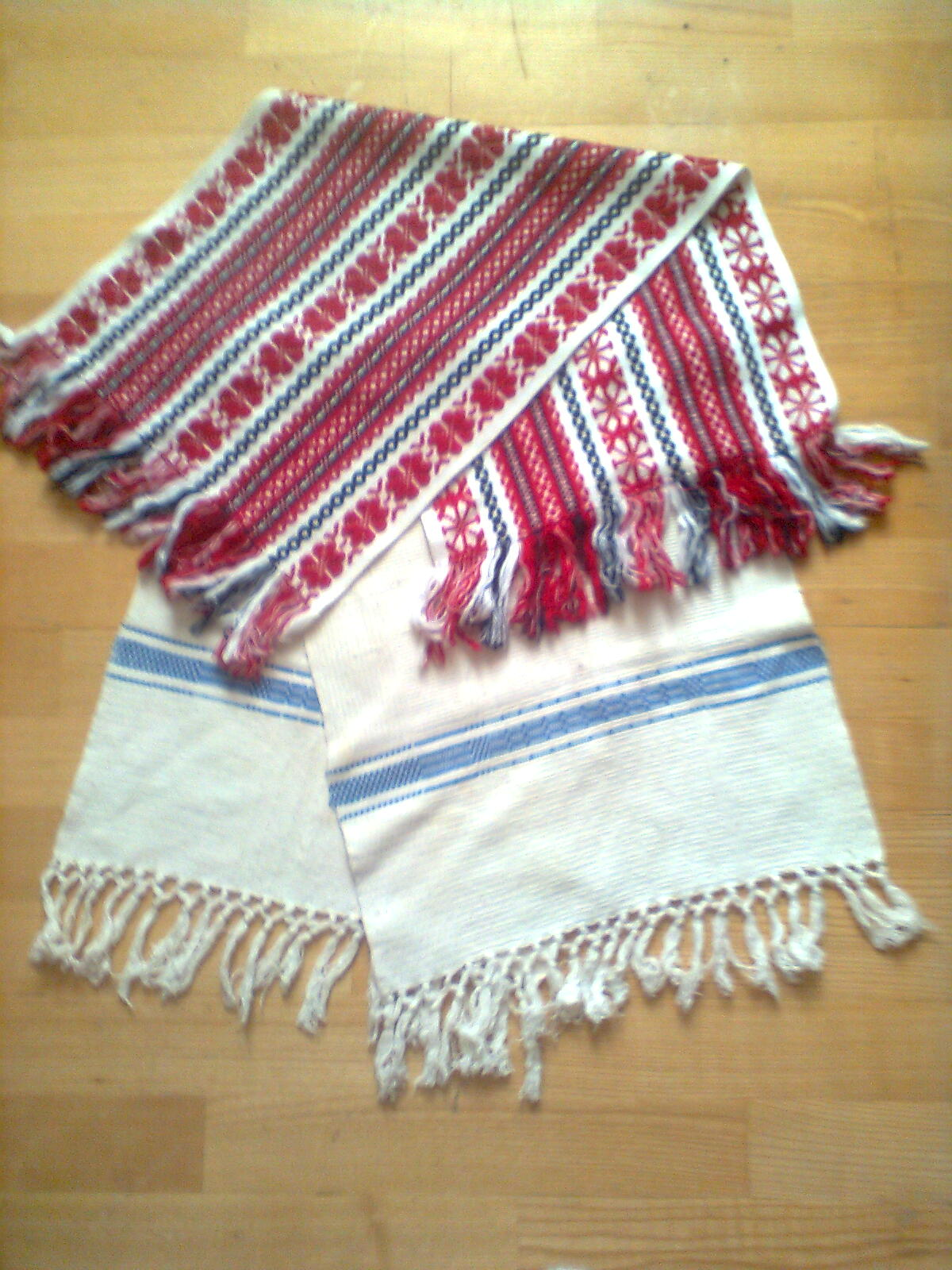
Szőttesek

A szövés kézi vagy gépi eljárás fonalak feldolgozására. A szövés eredménye a szövet vagy szőttes. A szövés textilanyag készítése úgy, hogy a fonalakat egymással derékszögben keresztezik egymást, és a tartás érdekében összefűzik.
A széleket eldolgozzák (régi szakmai kifejezéssel végezik, ugyanis a szövési kezdés eleve eldolgozott).

## Története
A szövés kezdetei a civilizáció kialakulásához nyúlnak vissza. Eleinte faágakból összetoldott keretet vagy rámát használtak szövéshez, a fonalat pedig természetes szálak, például hasított sás adták. Régészek már az ókori sírokban is találtak kimutatható szövetmaradványokat. Az i. e. 6. századi görög vázaleletek díszítésén szövőket is láthatunk más mesterségek megjelenítésével együtt. Közismert az Odüsszeiából Pénelopé szövőszéke, amelyhez teljesen hasonlóak láthatók szerte a világban a múzeumokban, skanzenekben, és még ma is használatosak a népi mesterségeket űzők körében. A szövőszék már egyszerű gépnek tekinthető. Az ipari forradalom hajnalán a szövőgép is megszületett.

## Kézi szövés
A kézi szövés kellékei: szövőkeret, -ráma, alapanyag (fonal), keresztfonalat továbbító szerszám (vetélő vagy csónak). A szövéshez kétféle fonalat használnak: láncfonalat és vetülékfonalat.
Menete a következő: A láncfonalat a keretre függőleges irányban folyamatosan a vetülékfonal keresztmetszetének megfelelő távolságban szorosan felvezetik, kifeszítik. Így keletkezik egy olyan álló fonalsor, amelybe a vetülékfonalat alulról és felülről váltakozva be lehet fűzni. Ez a keresztirányú befűzés ismétlődik úgy, hogy az előző sor alulról történő átfűzése felett felül, illetve az előző sor felülről történő átfűzése felett alul legyen az átfűzés, s végül kialakul a szövet. A vetülékfonal szövés közben elfogy, ezért hosszabbításra szorul. Ilyen esetben a hosszabbításhoz egyszerű esetben az új és régi vetülékfonal összesodrását, csúszós anyagú fonal esetén úgynevezett takács-csomó kötést alkalmaznak. A kézi szövés alapjait az óvodások, kisiskolások papírszövéssel tanulhatják meg. 

## Gépi szövés
Az egyszerű szövőszéken a láncfonalak egy hengerről gördülnek le. A felvetett vagy felcsomózott láncfonalak szélessége azonos a készülő szövet szélességével. A szövőgépeknél ezek a láncfonalak függőlegesen kifeszített, le-fel mozgatható bordákon futnak át. Minden egyes borda közepén van egy lyuk vagy gyűrű, amelyen a láncfonal automatikusan áthalad. Megfelelő elrendezés esetén minden második gyűrű felemelkedik, és így keletkezik egy nyílás (szádnyílás), amelyen a vetülékfonál keresztülhalad. A bordák váltakozó mozgása miatt a gyűrűkön áthaladó vetülékfonál szövetet képez. A vetélőt vagy csónakot a modern szövőgépeknél forgóvetélő, ragadókar, lég- vagy vízsugár helyettesíti. A mintákat manapság számítógépes vezérléssel készítik.

## Oktatás
Magyarországon a szövés oktatása az Országos képzési jegyzék szerint iskolarendszerben tanulható. A szakképzés középszintűnek számít, és szőnyegszövő néven található meg az OKJ-ben, a képzéshez társuló foglalkozás: szövő.
Az iskolarendszeri képzés három formában valósul meg jelenleg hazánkban: művészeti alapiskolákban, szakképző intézményekben és közművelődési intézményekben.

### Könyvek
- Hogy is van ez?, Reader's Digest Kiadó Kft., Budapest, 1995 112.o. Hogyan lesz a fonálból textília? alcím ISBN 963-8475-04-8
- Magyar értelmező kéziszótár. 2. kiadás. Budapest: Akadémiai. 1975.   1313. o. ISBN 963-05-0731-5